# Warneckea sansibarica
Warneckea sansibarica là một loài thực vật có hoa trong họ Mua. Loài này được (Taub.) Jacq.-Fél. miêu tả khoa học đầu tiên năm 1978.